# Бутвин (Пенсилванија)
Бутвин (енгл. Boothwyn) насељено је место без административног статуса у америчкој савезној држави Пенсилванија.

## Демографија
По попису из 2010. године број становника је 4.933, што је 273 (-5,2%) становника мање него 2000. године.
| Група             | 2000.         | 2010.         |
| Белци             | 4.688 (90,0%) | 4.211 (85,4%) |
| Афроамериканци    | 319 (6,1%)    | 398 (8,1%)    |
| Азијати           | 87 (1,7%)     | 82 (1,7%)     |
| Хиспаноамериканци | 58 (1,1%)     | 129 (2,6%)    |
| Укупно            | 5.206         | 4.933         |